# Kay Orr
Kay Avonne Orr, nata Stark (Burlington, 2 gennaio 1939), è una politica statunitense, Governatrice del Nebraska dal 1987 al 1991. È stata la prima e fino ad oggi unica governatrice donna.

## Biografia
Nata Kay Avonne Stark a Burlington, nell'Iowa. Sua madre, Sadie, era attiva nella politica locale, mentre suo padre, Ralph, era membro del consiglio comunale di Burlington e commerciante di attrezzi agricoli. Ha frequentato l'Università dell'Iowa dal 1956 al 1957, si è quindi sposata con Bill Orr avendo due figli e si è poi trasferita nel Nebraska nel 1963. 
Carriera 
Nel 1963, Orr iniziò a fare volontariato per il Partito Repubblicano sostenendo politici come Richard Nixon, Carl Curtis e Roman Hruska, e e ricevendo nel 1969 l'"Outstanding Young Republican Woman" del Nebraska. 
Nel 1981 Orr è stata nominata Tesoriere dello Stato del Nebraska in seguito alle dimissioni a medio termine di Frank Marsh. L'anno successivo è stata eletta a tale carica, diventando la prima donna in assoluto ad essere eletta a una carica costituzionale in tutto lo stato nel Nebraska. Ha ricoperto tale carica fino al 1987.

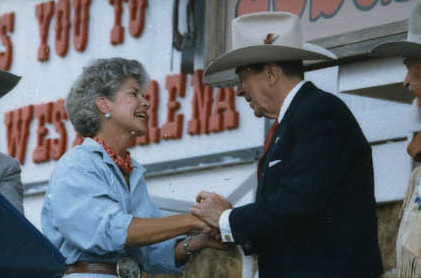
Orr saluta il Presidente degli Stati Uniti Ronald Reagan nel 1987

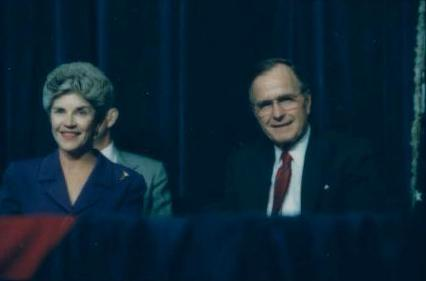
Orr con il Presidente degli Stati Uniti George H. W. Bush nel 1990

Nel 1986 si candidò alla carica di governatore del Nebraska e riuscì ad affermarsi nelle primarie sconfiggendo altri sette avversari. Nelle elezioni generali la candidata del Partito Democratico fu l'ex sindaca di Lincoln Helen Boosalis e la competizione divenne così la prima elezione governatoriale negli Stati Uniti in cui si sfidavano due donne. Al termine della campagna elettorale Kay Orr prevalse di misura su Helen Boosalis, divenendo la prima donna repubblicana ad essere eletta governatrice negli Stati Uniti.
Nel 1990 si presentò nuovamente alle elezioni per un secondo mandato, ma risultò sconfitta dal candidato democratico Ben Nelson per poco più di quattromila voti. Dopo aver lasciato l'incarico continuò ad occuparsi di politica a livello locale, presiedendo ad esempio una coalizione che richiedeva di proibire le nozze gay nel Nebraska.

## Vita privata
Ha sposato William Dayton Orr il 26 settembre 1957 e hanno avuto due figli, John William e Suzanne. Si è trasferita con la sua famiglia a Lincoln, Nebraska, nel 1963.
Suo marito, Bill Orr, è morto il 5 maggio 2013 a 78 anni.